# Malmö Fotbollförening 1980
Questa voce raccoglie le informazioni riguardanti il Malmö Fotbollförening nelle competizioni ufficiali della stagione 1980.

## Stagione
La stagione 1980 si aprì con la partecipazione del Malmö in Coppa Intercontinentale come vicecampione d'Europa in sostituzione del Nottingham Forest: nella manifestazione la squadra non riuscì a imporsi perdendo entrambi i confronti contro i vincitori della Coppa Libertadores dell'Olimpia Asunción.
A campionato avviato il Malmö riuscì comunque a portare un trofeo nel suo palmarès vincendo l'undicesima Coppa di Svezia che assicurò alla squadra la partecipazione a una competizione europea. La squadra, nonostante l'avvicendamento in panchina di Bob Houghton e Keith Blunt a metà campionato, si piazzò seconda in Allsvenskan a due punti dall'Öster vincitore del titolo.
Nell'ultima parte della stagione il Malmö disputò quattro partite della Coppa delle Coppe 1980-1981, fermandosi al secondo turno a causa di una rimonta nella gara di ritorno da parte del Benfica.

## Divisa e sponsor
Vengono confermate le maglie introdotte nella stagione precedente, prodotte dalla Admiral.
| Manica sinistra · Manica sinistra · Maglietta · Maglietta · Manica destra · Manica destra · Pantaloncini · Calzettoni |

## Rosa
| N. |                        | Ruolo | Calciatore         |
| -- | ---------------------- | ----- | ------------------ |
| 1  | Svezia (bandiera)      | P     | Jan Möller         |
| 2  | Svezia (bandiera)      | D     | Roland Andersson   |
| 3  | Svezia (bandiera)      | D     | Ingemar Erlandsson |
| 4  | Svezia (bandiera)      | D     | Roy Andersson      |
| 5  | Svezia (bandiera)      | D     | Magnus Andersson   |
| 6  | Inghilterra (bandiera) | D     | Tim Parkin         |
| 8  | Scozia (bandiera)      | A     | Paul McKinnon      |
| 9  | Svezia (bandiera)      | A     | Thomas Sjöberg     |
| 10 | Svezia (bandiera)      | C     | Tore Cervin        |
| 11 | Svezia (bandiera)      | A     | Tommy Hansson      |
| 12 | Svezia (bandiera)      | C     | Mats Arvidsson     |

| N. |                   | Ruolo | Calciatore        |
| -- | ----------------- | ----- | ----------------- |
| 15 | Svezia (bandiera) | D     | Claes Malmberg    |
| 16 | Svezia (bandiera) | P     | Jan Odelstig      |
| 17 | Svezia (bandiera) | C     | Robert Prytz      |
| 19 | Svezia (bandiera) | D     | Anders Olsson     |
| 20 | Svezia (bandiera) | A     | Björn Nilsson     |
| -  | Svezia (bandiera) | A     | Rickard Strömbeck |
| -  | Svezia (bandiera) | A     | Sanny Åslund      |
| -  | Svezia (bandiera) | C     | Anders Palmér     |
| -  | Svezia (bandiera) | C     | Anders Grimberg   |
| -  | Svezia (bandiera) | A     | Torbjörn Persson  |

## Statistiche

### Statistiche di squadra
| Competizione                 | Punti | Totale | Totale | Totale | Totale | Totale | Totale | DR |
| Competizione                 | Punti | G      | V      | N      | P      | Gf     | Gs     | DR |
| ---------------------------- | ----- | ------ | ------ | ------ | ------ | ------ | ------ | -- |
| Allsvenskan                  | 35    | 26     | 13     | 9      | 4      | 37     | -33    |    |
| Coppa delle Coppe 1980-1981  | -     | 4      | 2      | 1      | 1      | 2      | 2      | 0  |
| Coppa Intercontinentale 1979 | -     | 2      | 0      | 0      | 2      | 2      | 3      | -1 |

### Statistiche dei giocatori
| Giocatore     | Allsvenskan | Allsvenskan |
| Giocatore     | Presenze    | Reti        |
| ------------- | ----------- | ----------- |
| M. Andersson  | 23          | 3           |
| R. Andersson  | 16          | 0           |
| R. Andersson  | 12          | 1           |
| M. Arvidsson  | 14          | 0           |
| S. Åslund     | 1           | 0           |
| T. Cervin     | 16          | 3           |
| I. Erlandsson | 26          | 1           |
| A. Grimberg   | 1           | 0           |
| T. Hansson    | 24          | 10          |
| C. Malmberg   | 1           | 0           |
| P. McKinnon   | 6           | 2           |
| J. Möller     | 25          | 0           |
| B. Nilsson    | 8           | 1           |
| J. Odelstig   | 1           | 0           |
| A. Olsson     | 16          | 1           |
| A. Palmér     | 1           | 0           |
| T. Parkin     | 26          | 1           |
| T. Persson    | 1           | 0           |
| R. Prytz      | 26          | 6           |
| T. Sjöberg    | 23          | 5           |
| R. Strömbeck  | 6           | 0           |